# مسعود سليمان موسى
مسعود سليمان موسى هو مهندس وخبير ليبي في مجال النفط والغاز، يشغل منصب رئيس مجلس إدارة المؤسسة الوطنية للنفط في ليبيا منذ يناير 2025، خلفًا لـفرحات بن قدارة. وُلِد في مدينة أجدابيا، وتخرج من جامعة النجم الساطع في البريقة بتخصص هندسة النفط.

## الحياة المهنية
بدأ موسى مسيرته المهنية في صناعة النفط الليبية، وبرز في مجالات محاكاة المكامن، وتطوير الحقول النفطية، وإدارة الإنتاج والصيانة.
في عام 2018، شغل منصب عضو مجلس إدارة العمليات في شركة سرت لإنتاج وتصنيع النفط والغاز، ثم في أبريل 2020 تولى رئاسة مجلس إدارة الشركة نفسها، بالإضافة إلى رئاسة لجنة إدارة الملاك بشركتي شركة الزويتينة للنفط وشركة مليتة للنفط والغاز. في يوليو 2022، أصبح عضوًا في مجلس إدارة المؤسسة الوطنية للنفط، وتم تعيينه رئيسًا لها في 16 يناير 2025 بقرار من عبد الحميد الدبيبة، رئيس حكومة الوحدة الوطنية، بعد استقالة فرحات بن قدارة لأسباب صحية.

## روابط خارجية
- الموقع الرسمي للمؤسسة الوطنية للنفط